# Paula Zahn
Pour les articles homonymes, voir Zahn.

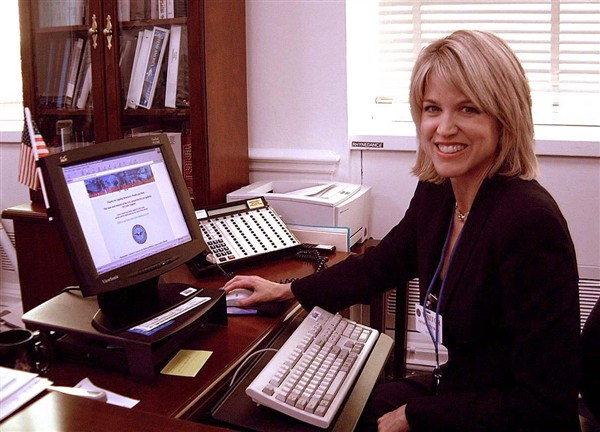
Paula Zahn en mai 2002

Paula Zahn est une journaliste et une animatrice de télévision américaine née le 24 février 1956. Elle anime l'émission Paula Zahn Now sur CNN.

## Biographie
Née à Omaha au Nebraska, elle grandit à Canton en l'Ohio et à Naperville dans l'Illinois. Elle étudie au collège Stephens avec une bourse musicale.
Après avoir travaillé comme stagiaire dans la station WBBM-TV de Chicago, elle passe dix ans à faire des reportages dans les grandes villes de Dallas, San Diego, Houston, Boston et Los Angeles. 
En 1987, elle devient animatrice pour ABC News, animant d'abord The Health Show, puis passant à l'émission matinale Good Morning America. 
En 1990, elle travaille pour CBS News, coanimant This Morning avec Harry Smith. Zahn fait partie de l'équipe CBS lors des jeux de Barcelone. À partir de 1996, elle remplace Dan Rather sur CBC Evening News et contribue sur plusieurs émissions du réseau.
Neuf ans après s'être jointe à CBS, Zahn passe à la télévision par câble avec FOX News et lance sa propre émission intitulée The Edge with Paula Zahn. Lorsque FOX découvre qu'elle est en négociations pour un contrat avec CNN, elle doit immédiatement quitter la station pour passer à CNN.
Zahn commence son travail à CNN le 11 septembre 2001, couvrant les événements du jour avec Aaron Brown. Son horaire régulier commence le 12 septembre et en janvier 2002 elle a sa propre émission intitulée American Morning with Paula Zahn. 
En 2003, pendant la guerre de l'Irak, elle anime Live from the Headlines lors des heures de grande écoute. Remplacée par Anderson Cooper pendant l'été, elle reçoit l'émission  Paula Zahn Now en septembre 2003. 
Ayant épousé l'agent immobilier Richard Cohen, elle est la mère de trois enfants. Violoncelliste, elle a joué au carnegie Hall en 1992 avec un orchestre. 